# 気持ちだよ
「気持ちだよ」（きもちだよ）は、1999年12月1日にリリースされた吉田拓郎のシングルである。発売元はフォーライフ・レコード。
今作で、拓郎のシングルとしては最後のフォーライフ・レコードでのリリースとなった。

## 背景
表題曲は、アニメ映画『こちら葛飾区亀有公園前派出所 THE MOVIE』の主題歌として使用され、テレビアニメ『こちら葛飾区亀有公園前派出所』の7代目エンディングテーマとしても採用された。

## 収録曲
- 全作詞：康珍化、作曲：吉田拓郎、編曲：瀬尾一三

1. 気持ちだよ [4:45]
  - フジテレビ系アニメ『こちら葛飾区亀有公園前派出所』挿入歌
2. 気持ちだよ film version [4:35]
  - アニメ映画『こちら葛飾区亀有公園前派出所 THE MOVIE』主題歌
  - フジテレビ系アニメ『こちら葛飾区亀有公園前派出所』7代目エンディングテーマ
3. 気持ちだよ（instrumental） [4:45]

## 収録作品
気持ちだよ
- Another Side Of Takuro 25（2024年）

気持ちだよ film version
- こちら葛飾区亀有公園前派出所 THE MOVIE オリジナルサウンドトラック（1999年）
- こち亀百歌選 〜主題歌ベストコレクション〜（2003年）